# James Farentino
James Farentino (New York, 24 febbraio 1938 – Los Angeles, 24 gennaio 2012) è stato un attore statunitense.

## Biografia
Nato a New York, debuttò nei primi anni '60 in serie TV e film. Il suo esordio cinematografico risale al 1963 nel film La verità sul caso Fueman. Tra il 1969 ed il 1972 prese parte alla serie The Bold Ones al fianco di Burl Ives e Joseph Campanella. Inoltre recitò nei film Il bandito nero (1967), Me, Natalie (1969), Storia di una donna (1970). Nel 1967 vinse il Golden Globe per il miglior attore debuttante grazie al film Come utilizzare la garçonniere.
Nel 1978 ricevette la candidatura ai Premi Emmy 1978 per la sua interpretazione dell'apostolo Pietro in Gesù di Nazareth. Nei primi anni '80 recitò in venti episodi di Dynasty e in una dozzina di episodi di Tuono blu, nonché in diversi film come Morti e sepolti, Countdown dimensione zero (1980), e miniserie televisive come Evita Peron (1981). Nella stagione 1985-1986 fu nel cast di Mary. Recitò poi in alcuni importanti film come Bulletproof (1996) e serie televisive come E.R. - Medici in prima linea, Melrose Place anche negli anni '90, mentre le sue ultime apparizioni sono relative al film Women of the Night (2001) e al film TV Drive (2006).
Morì a causa di un infarto all'età di 73 anni.

## Vita privata
Si sposò quattro volte: dal 1962 al 1965 con Elizabeth Ashley, dal 1966 al 1983 con Michele Lee avendo da lei il figlio David, dal 1985 al 1987 con Debrah Farentino e dal 1994 con Stella Farentino, con cui rimase fino alla morte.

## Filmografia parziale

### Cinema
- La verità sul caso Fueman (Violent Midnight), regia di Richard Hilliard (1963)
- Una nave tutta matta (Ensign Pulver), regia di Joshua Logan (1964)
- Il principe guerriero (The War Lord), regia di Franklin Schaffner (1965)
- Come utilizzare la garçonniere (The Pad and How to Use It), regia di Brian G. Hutton (1966)
- Il bandito nero (Ride to Hangman's Tree), regia di Alan Rafkin (1967)
- Il club degli intrighi (Banning), regia di Ron Winston (1967)
- Rosie!, regia di David Lowell Rich (1967)
- Me, Natalie, regia di Fred Coe (1969)
- Storia di una donna, regia di Leonardo Bercovici (1970)
- Countdown dimensione zero (The Final Countdown), regia di Don Taylor (1980)
- Morti e sepolti (Dead & Buried), regia di Gary Sherman (1981)
- Alibi seducente (Her Alibi), regia di Bruce Beresford (1989)
- Bulletproof, regia di Ernest Dickerson (1996)

### Televisione
- Indirizzo permanente (77 Sunset Strip) – serie TV, episodio 6x13 (1963)
- Il reporter (The Reporter) – serie TV, episodio 1x09 (1964)
- Ben Casey – serie TV, episodio 5x02 (1965)
- Il virginiano (The Virginian) – serie TV, episodi 4x26-9x02 (1966-1970)
- I sentieri del west (The Road West) – serie TV, episodio 1x15 (1967)
- I giorni di Bryan (Run for Your Life) – serie TV, episodi 3x11-3x12 (1967)
- Jefferson Keyes (Cool Million) – serie TV, 5 episodi (1972)
- Gesù di Nazareth – miniserie TV, regia di Franco Zeffirelli (1977)
- Dynasty – serie TV, 20 episodi (1981-1982)
- Tuono blu (Blue Thunder) – serie TV, 11 episodi (1984)
- Diritto alla vita (License to Kill), regia di Jud Taylor – film TV (1984)
- 101 modi per sopravvivere al divorzio e vivere felici (Who Gets the Friends?), regia di Lila Garrett – film TV (1988)
- Il segreto del Sahara – miniserie TV, 4 puntate (1987-1988)
- Onora il padre e la madre - L'omicidio dei Menendez (Honor Thy Father and Mother: The True Story of the Menendez Murders), regia di Paul Schneider – film TV (1994)
- E.R. - Medici in prima linea (E.R.) – serie TV, 3 episodi (1996)
- Melrose Place – serie TV, 4 episodi (1998)

## Doppiatori italiani
Nelle versioni in italiano delle opere in cui ha recitato, James Farentino è stato doppiato da:
- Cesare Barbetti ne Il bandito nero, Dynasty
- Michele Gammino in Gesù di Nazareth, Bulletproof
- Luciano De Ambrosis in Morti e sepolti, Omicidio allo specchio
- Renzo Stacchi ne Il coraggio di Grace, Onora il padre e la madre - L'omicidio dei Menendez
- Massimo Turci ne Il principe guerriero
- Sergio Rossi in Countdown dimensione zero
- Marco Bonetti in Tuono blu
- Dario Penne ne Il segreto del Sahara
- Pietro Biondi in Alibi seducente
- Dario De Grassi in E.R. - Medici in prima linea
- Elio Zamuto in Diritto alla vita